# Janice Cayman
Janice Cayman (Brasschaat, Bélgica; 12 de octubre de 1988) es una futbolista belga. Juega como centrocampista para la selección de Bélgica y para el Leicester City de la Women's Super League de Inglaterra.

## Clubes
| Club                          | País           | Año             |
| ----------------------------- | -------------- | --------------- |
| Football Club Excelsior Kaart | Bélgica        | 2005 - 2006     |
| KFC Lentezon Beerse           | Bélgica        | 2006 - 2007     |
| Oud-Heverlee Leuven           | Bélgica        | 2007 - 2008     |
| KVK Tienen                    | Bélgica        | 2008 - 2009     |
| Pali Blues                    | Estados Unidos | 2009            |
| Florida State Seminoles       | Estados Unidos | 2009 - 2012     |
| FCF Juvisy                    | Francia        | 2012 - 2016     |
| Western New York Flash        | Estados Unidos | 2016            |
| Montpellier HSC               | Francia        | 2017 - 2019     |
| Olympique de Lyon             | Francia        | 2019 - 2023     |
| Leicester City                | Inglaterra     | 2023 - presente |

## Palmarés

### Títulos nacionales
| Título                         | Club                   | País           | Año     |
| ------------------------------ | ---------------------- | -------------- | ------- |
| USL W-League                   | Pali Blues             | Estados Unidos | 2009    |
| National Women's Soccer League | Western New York Flash | Estados Unidos | 2016    |
| Supercopa femenina de Francia  | Olympique de Lyon      | Francia        | 2019    |
| Copa Femenina de Francia       | Olympique de Lyon      | Francia        | 2019-20 |
| Division 1 Féminine            | Olympique de Lyon      | Francia        | 2021-22 |
| Supercopa femenina de Francia  | Olympique de Lyon      | Francia        | 2022    |
| Division 1 Féminine            | Olympique de Lyon      | Francia        | 2022-23 |
| Copa Femenina de Francia       | Olympique de Lyon      | Francia        | 2022-23 |

### Títulos internacionales
| Título            | Equipo            | Sede          | Año     |
| ----------------- | ----------------- | ------------- | ------- |
| Liga de Campeones | Olympique de Lyon | San Sebastián | 2019-20 |
| Liga de Campeones | Olympique de Lyon | Turín         | 2021-22 |

(*) Incluyendo la Selección